# Lehartheater

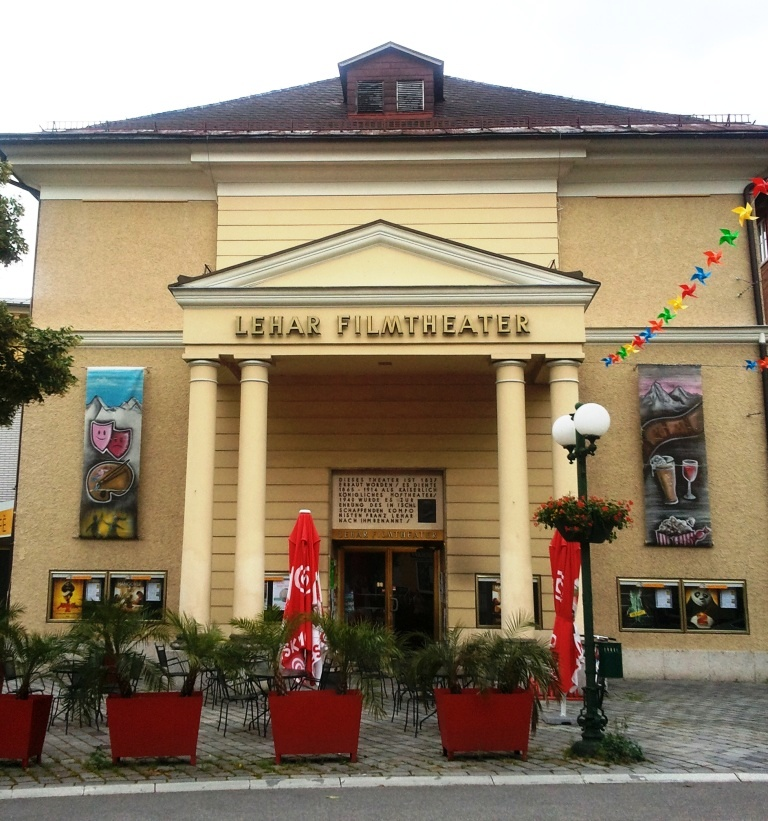
Lehartheater

Das Lehartheater befindet sich im Zentrum der Kurstadt Bad Ischl in Oberösterreich und war vom Biedermeier bis in die Zwischenkriegszeit ein bekanntes und beliebtes Sommertheater.

## Geschichte

### Baugeschichte
Weil ein Aufführungsraum am Dachboden des Malers Lukas Krall (Kralltheater), der seit etwa 1793 als Spielstätte diente, nicht mehr zeitgemäß erschien, wurde auf Anregung von Franz Wirer – der dafür ein Grundstück zur Verfügung stellte – das Ischler Kurtheater (seit 1940 Lehártheater) in den Jahren 1826–27 vom Salinenarchitekten Franz Ferdinand Edangler errichtet. 1865 erfolgte die Vergrößerung des Theaterbaus, 1882 der Anbau eines separaten Aufganges zur Hofloge und 1904 die Installation einer elektrischen Beleuchtung. Das Theater verfügte über eine relativ kleine Bühne und einen Zuschauerbereich, der aus dem Parterre, einer Galerie mit Logen sowie zwei weiteren Galerien mit Sitz- und Stehplätzen bestand. Den Aufführungen konnten etwa 400 Zuschauer beiwohnen.

### Repertoire und Künstler
Von 1827 bis 1947 gab es in den Sommermonaten (Mitte Juni bis Ende September) regelmäßige Theater- und Operettenaufführungen. Als Orchester fungierte anfänglich das Ischler Kurorchester, das nur bei Schlechtwetter zur Verfügung stand, ehe 1857 ein eigenes Theaterorchester engagiert wurde.
Die Anwesenheit von Mitgliedern des Hochadels, später des Kaisers und seines Hofstaates übte sowohl auf das Publikum als auch auf die Schauspieler, vorwiegend von Wiener Bühnen (Theater an der Wien, Theater in der Josefstadt, Carl Theater, Deutsches Volkstheater, Burgtheater), besondere Anziehungskraft aus.  Künstlerische Größen wie Max Devrient, Johann Nestroy, Alexander Girardi, Josefine Gallmeyer, Hansi Niese, Katharina Schratt, Adele Sandrock, Frank Wedekind, Isadora Duncan, Alexander Moissi, Richard Tauber, später Hans Moser, Karl Valentin, Paula Wessely, Susi Nicoletti u. a. gaben im Lehartheater Gastauftritte. Mehrmals am Dirigentenpult tätig waren Johann Strauss und Franz Lehár. Opern, Operetten und heitere Sprechstücke konnten auf hohem künstlerischen Niveau dargeboten werden. Nach dem Ersten Weltkrieg kamen die Künstler auch vom Lustspieltheater und vom Renaissancetheater in Wien, vom Linzer Landestheater und dem Theater Budweis. Filmvorführungen finden im Haus seit Juli 1921 statt.

### Direktoren
Katharina Hain (1827–?), Josef Glöggl (1836), Eduard Kreibig (1836), N. Seidler (1837), Heinrich Börnstein (1837), Katharina Hain (1842–46), Joseph Boulet (1847), Wenzel Bielschitzky (1848–50), Gottfried Denemy und Carl Clement (1851–52), Gottfried Denemy (1853–56), August Pütz (1857), Anton Zöllner (1858–59), Josef Maria Kotzky (1860–71), Heinrich Jenke (1872–79), Leopold Müller (1880–82), Friedrich Dorn (1883–84), Ignaz Wild (1885–1903), Karl Door (1904), Karl Door und Erich Müller (1905–08), Erich Müller (1909–11), Ludwig Stärk (1912–1916), Josef Jarno (1918, 1921–30), Artur Hohenberg (1931–33), Ignaz Brantner (1934–35, 1941), Rudolf Ott (1942–44), Otto Fritz (1946–47)

### Heutiges Aussehen
Der großteils noch im ursprünglichen Aussehen erhaltene Zuschauerraum mit 2 (ursprünglich 3) Rängen findet heute Verwendung als Kino sowie als Veranstaltungsort für Lesungen, Liederabende, Konzerte, Theater, Kabarett etc. Das Äußere des Hauses wurde durch den Abriss des Hoflogeneinganges in der Kaiser-Franz-Josef-Straße neben dem Hotel Post und den Anbau eines Sportgeschäftes teilweise verändert.
Im Mai 2019 wurde eine von Alexander Hanel angefertigte Büste von Helmut Berger anlässlich seines 75. Geburtstages beim Eingang zum Theater enthüllt.

### Pläne
Eine Eigentümergemeinschaft mehrerer Ischler Bürger setzt sich seit einigen Jahren für den Erhalt des Lehartheaters ein und plant nach Gesamtrestaurierung des Hauses (Kostenschätzung 5,5 Mio. Euro) darin ein multifunktionales Kulturzentrum zu betreiben.
2007 begann eine Zusammenarbeit mit dem Theater in der Josefstadt mit dessen Direktor Herbert Föttinger auf Initiative von Prof. Dr. Heinrich Kraus. Nach Kammerabenden in den Jahren 2007 (mit Sandra Cervik, Maria Köstlinger, Marianne Nentwich, Karlheinz Hackl, Otto Schenk und Herbert Föttinger) und 2008 (mit Elfriede Ott, Andrea Jonasson, Karl Markovics, Fritz Muliar) wurde 2009 "Halpern & Johnson" mit Helmuth Lohner und Otto Schenk in der Regie von Herbert Föttinger sechs Mal gespielt. 